# Среднегессенский диалект
Среднеге́ссенский диале́кт (нем. Mittelhessisch; также — верхнеге́ссенский, Oberhessisch) — диалект немецкого языка, который самими носителями расценивается как платтский. Распространён в районах Веттерау, Хохтаунус, Лимбург-Вайльбург, Лан-Дилль, Гиссен и Марбург-Биденкопф, отчасти в районах Майн-Кинциг, Рейнгау-Таунус, Фогельсберг, Вальдек-Франкенберг.
Витгенштейнский диалект, который используется в южной части Северного Рейн-Вестфалии, находит множество соответствий со среднегессенским диалектом. В большинстве городов области распространения речь ближе к говорам рейнско-майнской области, чем к собственно среднегессенским, так как последний постепенно выходит из употребления.